# Wistedt (Zeven)
Wistedt (niederdeutsch Wist) ist ein Ortsteil der Stadt Zeven im niedersächsischen Landkreis Rotenburg (Wümme).

## Geografie
Wistedt liegt rund 5 km südöstlich des Kernortes Zeven, rund 3 km nordwestlich von Elsdorf, etwa 2,7 km östlich von Brüttendorf, etwa 3,5 km nordöstlich von Wehldorf. Westlich fließt die Mehde-Aue, ein linker Nebenfluss der Oste. Südlich verläuft die A 1.

## Geschichte

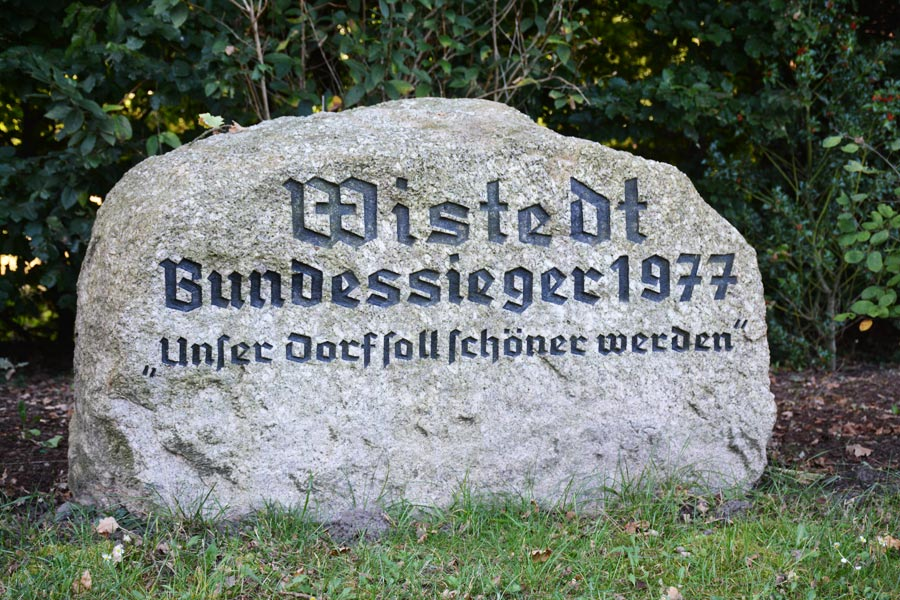
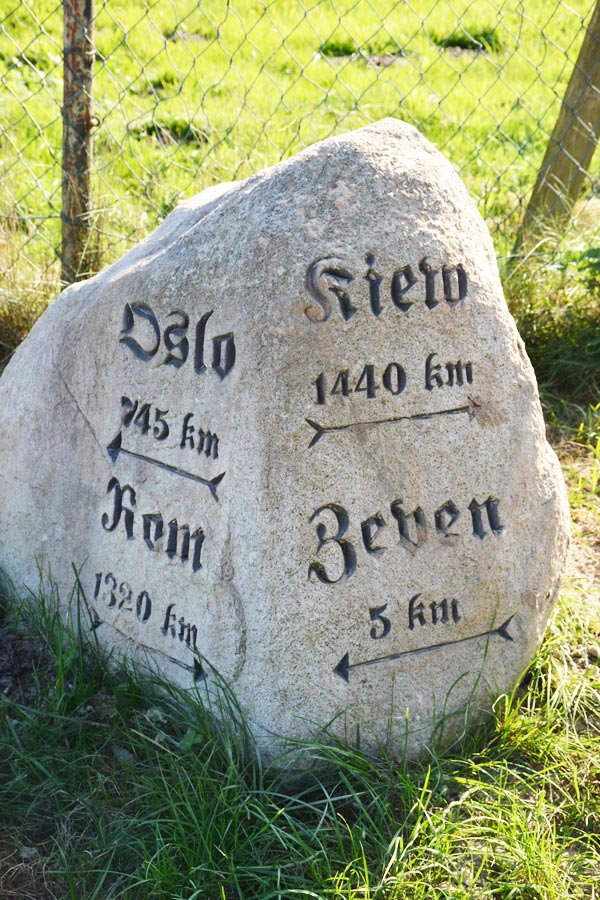
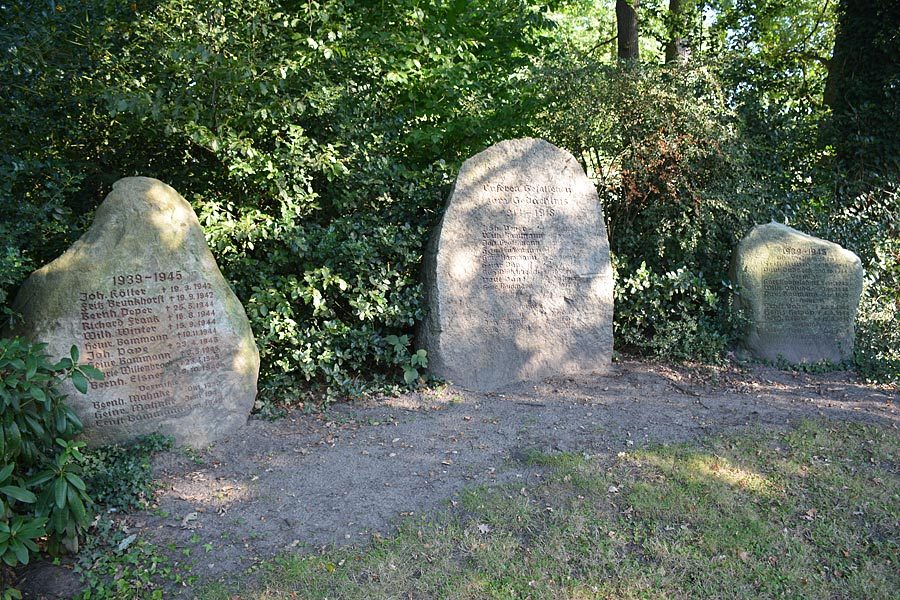
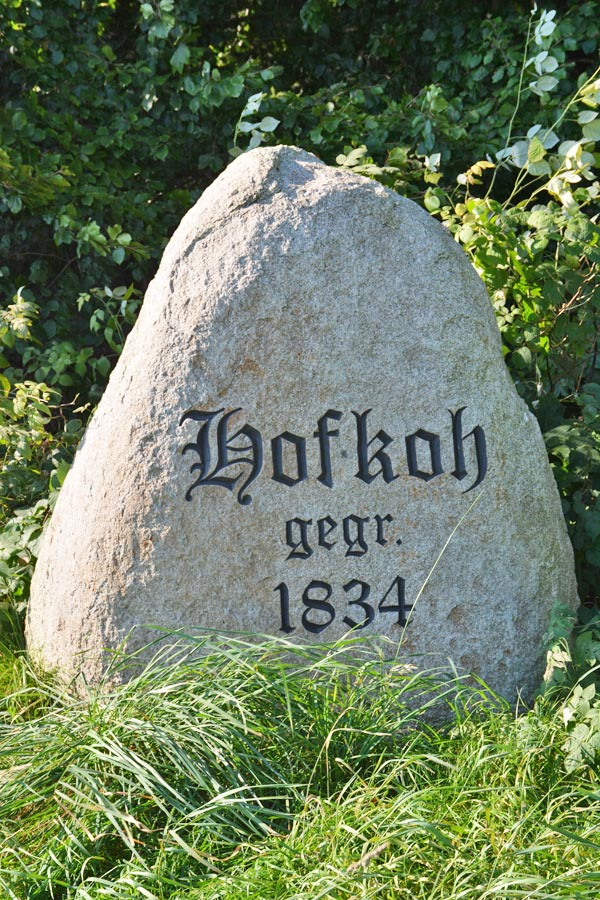
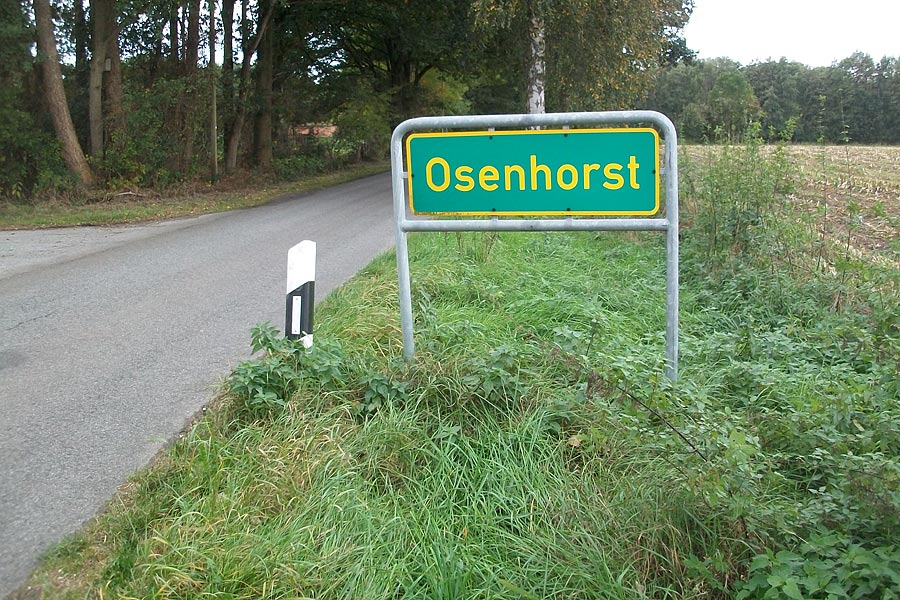
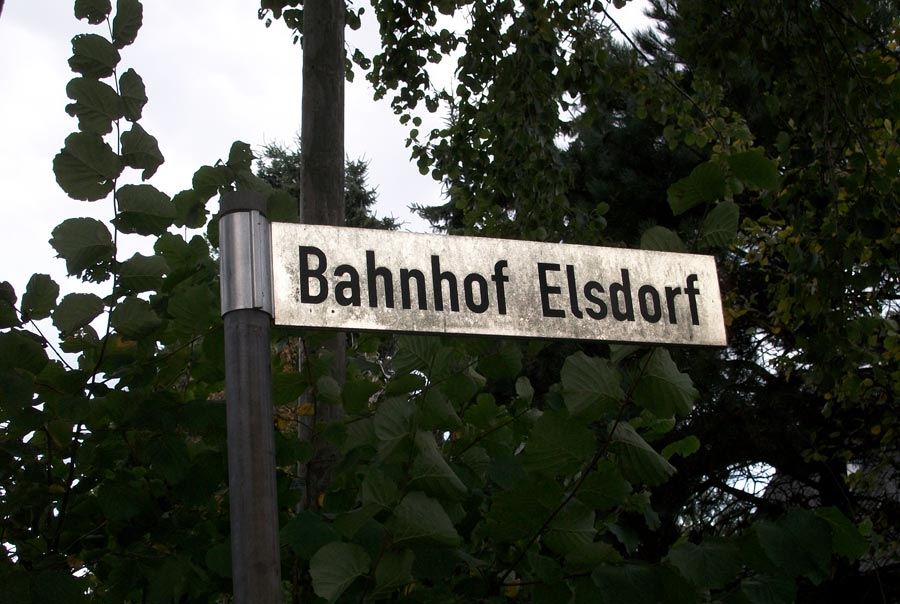

1051 urkundliche Erwähnung des Ortes, als dort Graf Ekbert von Elsdorf erschlagen wurde. Verschiedene Schreibweisen des Ortsnamens überliefert: „Witstede“ (1140, 1178 und um 1200), „Wychstede“ (1288), „Wistede“ (1383) und „Wyckstede“ (1500). Erste Erwähnung von Osenhorst um 1500. Hofkoh entstand 1834. Bahnhof Elsdorf kam hinzu, als die Bahnlinie Rotenburg-Zeven im Herbst 1906 fertiggestellt wurde.
Das Dorf Wistedt hatte wahrscheinlich schon vor dem Dreißigjährigen Krieg 13 Hofstellen. In Osenhorst waren es 3. Nach dem Dreißigjährigen Krieg gab es in Wistedt drei Grundherren. In Osenhorst einen.
Teile des Geländes der späteren Heeresmunitionsanstalt Zeven gehörten zuvor Bauern aus Wistedt. In Hofkoh gab es eine Grasrennbahn, die am 29. August 1937 mit über 20.000 Zuschauern eröffnet wurde. Die letzten von insgesamt 16 Rennen wurden Ende der vierziger Jahre ausgetragen. 1952 gab es auf der „Zevena“ genannten Grasrennbahn noch eine Rennveranstaltung, die rund 15.000 Besucher nach Hofkoh lockte.
Im Zuge der Gebietsreform in Niedersachsen wurde die zuvor selbständige Gemeinde Wistedt am 1. März 1974 nach Zeven eingegliedert. 1977 wurde der Ort Bundessieger im Wettbewerb „Unser Dorf soll schöner werden“. Am 31. Dezember 2021 lebten 276 Menschen in Wistedt.